# Kangerlussuatsiaq
Kangerlussuatsiaq, Evighedsfjorden, er beliggende i Vestgrønland med udmunding ud for bygden Kangaamiut nord for byen Maniitsoq. Fjorden går fra farvandet Ikeq (Gl. Sukkertoppen Fjord) nær Davis Strædet i vest og ca. 100 km mod øst ind i landet. Undervejs slår fjorden tre næsten vinkelrette knæk imellem stejle fjelde af knap 2000 m højde med adskillige lokale gletsjere, herunder fra den lokale Sukkertoppen Iskappe. Langs fjordens sider er flere fuglefjelde, f.eks. Taateraat. Fjorden er almindelig kendt som en af de smukkeste i Vestgrønland og er besøgt af krydstogtsskibe og lokale turistbåde samt lokale jægere og fiskere.
Den dansk-norske forfatter Kim Leine har skrevet bogen "Profeterne i Evighedsfjorden", hvorved fjorden har opnået et bredere kendskab i Danmark i det senere år.
I august 2020 oplevede lokale et fjeldskred med klippemateriale, der styrtede i fjorden og frembragte en lokal tsunami, hvorfor Maniitsoq brandvæsen fraråder færdsel i området ved Kangiusaq og fjeldet Torsuut et stykke inde i fjorden. I vigen Kangiusaq står et ensomt grantræ, det eneste i mange hundrede kilometers omkreds, og er en lokal attraktion.
I årene omkring år 2008 var der planer om at etablere et smelteværk for aluminium i Maniitsoq i regi af dem amerikanske virksomhed ALCOA, og hertil inddrage vandressourcer i Grønlands største bassin Tasersiaq nær Evighedsfjorden og placere et vandkraftværk i bunden af fjorden. Planerne er dog endnu ikke ført ud i livet.